# Hyperaspidius pallescens
Hyperaspidius pallescens är en skalbaggsart som beskrevs av Thomas Casey 1908. Hyperaspidius pallescens ingår i släktet Hyperaspidius och familjen nyckelpigor. Inga underarter finns listade i Catalogue of Life.